# ردیف (موسیقی)
ردیف، در تئوری موسیقی ایرانی، به طرز قرار گرفتن آهنگ‌ها و نغمات موسیقی گفته می‌شود. هر یک از این آهنگ‌ها، که به آن یک گوشه گفته می‌شود، جزئی از یک دستگاه یا آواز دانسته می‌شوند که بر اساس روند گسترش ملودی و موقعیت مکانی در دانگ‌های یک دستگاه یا آواز، مرتب می‌شوند. ردیف موسیقی ایرانی نقش مهمی در فرهنگ موسیقی سنتی ایران در دورهٔ معاصر ایفا کرده است و اهمیت آن در فرهنگ جهان تا جایی است که به عنوان میراث فرهنگی ناملموس نزد یونسکو به ثبت رسیده است.
شکل‌گیری ردیف موسیقی ایرانی به علی‌اکبر فراهانی و فرزندانش میرزاعبدالله و آقاحسینقلی که از موسیقی‌دانان دربار قاجار بودند نسبت داده می‌شود. برخی از تحلیلگران معتقدند که شکل‌گیری ردیف به نوعی منعکس‌کنندهٔ تحولات فرهنگی ایران در این دوره نیز بوده است. اگر چه نسخه‌های اصلی ردیف‌های میرزاعبدالله و آقاحسینقلی ضبط یا مکتوب نشده‌اند؛ اما ردیف شاگردان آن‌ها به صورت ضبط شده یا مکتوب باقی مانده است.
ردیف به دو شکل سازی و آوازی اجرا می‌شود که ردیفِ سازی گستردگی بیشتری از ردیف آوازی دارد. از جمله ردیف‌های سازی می‌توان ردیف میرزاعبدالله و ردیف آقاحسینقلی و از جمله ردیف‌های آوازی می‌توان ردیف دوامی و ردیف طاهرزاده را نام برد. اولین شخصی که ردیف را به نت درآورد، علینقی وزیری و اولین شخصی که ردیف را از دربار به میان توده‌ها برد، درویش‌خان بود.
تحلیل ردیف موضوع کتاب‌های بسیاری به فارسی و انگلیسی بوده است و برخی از این آثار به ردیف موسیقی ایرانی نقدهایی نیز وارد کرده‌اند. منتقدان ردیف، آن را بدعتی می‌دانند که در دوران قاجاریه رخ داده و از ظرافت‌های نظری موسیقی ایرانی غافل مانده است؛ در مقابل، مدافعان ردیف، شکل‌گیری آن را نشانه‌ای از پویایی موسیقی ایرانی می‌دانند.

## تعریف
ردیف مجموعه‌ایست از ملودی‌های سنتی موسیقی ایرانی که در روایت‌های مختلف سازی و آوازی، با نظم و ترتیب خاصی در قالب دستگاه‌ها و آوازهای مختلف تقسیم‌بندی شده‌اند. به بیان دیگر ردیف موسیقی روشی برای تقسیم‌بندی گوشه‌ها است تا آموزش این گوشه‌ها را از طریق تکرار میسر کند.
ردیف فقط یک مجموعه از گوشه‌ها نیست، بلکه (همچنان که از نامش بر می‌آید) به ترتیب این گوشه‌ها نیز اشاره دارد. در هر دستگاه، گوشه‌ای که وسعت صوتی‌اش از همه پایین‌تر است، معمولاً به عنوان اولین گوشه انتخاب و درآمد نامیده می‌شود و گوشه‌های دیگر به دنبال آن آورده می‌شوند. گوشه‌ها بنا به ذوق و سلیقه استادان موسیقی دستگاهی ایران جمع‌آوری شده و در مقامات موسیقی ایرانی با نظم و ترتیب خاصی ردیف شده‌اند. به گفتهٔ مجید کیانی، هرگاه نغمه‌ها و آهنگ‌ها (گوشه‌ها) به ترتیبی «متناسب با منطق هنری و ذوق زیبایی شناسانه فرهنگ ایران»، به همراه هماهنگی نسبت‌های فواصل، گردش نغمات، وزن و تزئین‌های ویژه این موسیقی به اجرا در آیند، حاصل کار را ردیف می‌نامند. هر استاد موسیقی سنتی از تسلسل گوشه‌ها با سلیقه، تفکر و احساس خود ردیفی به وجود می‌آورد و هر نوازندهٔ خلاق به هنگام اجرای آن ردیفی نو می‌آفریند که اساسش بر تک‌نوازی و بدیهه‌سرایی است.

## تاریخچه

### پیش‌زمینه
تا پیش از تحول مقام به دستگاه، موسیقی ایران با کمک مقامها آموزش داده می‌شد. بعد از تحول به دستگاه، گوشه‌های موسیقی نیز ذیل دستگاه‌های هفت‌گانه تعریف شدند و برخی مقام‌ها، در قالب گوشه‌هایی محفوظ ماندند. شروع جدایی موسیقی ایران از روش مبتنی بر مقام، احتمالاً به دورهٔ تیموریان (معادل قرن چهاردهم و پانزدهم میلادی) بر می‌گردد. با این حال، دربارهٔ این‌که موسیقی در این دوره، به چه شکل آموزش داده می‌شده اختلاف نظر وجود دارد. رافائل کیزوتر معتقد است که شکل‌گیری ردیف در همین دوران رخ داده و هدف از آن، آموزش اجزای موسیقی ایرانی به صورت تک‌تک بوده است. برونو نتل هم معتقد است که پیشینهٔ ردیف دست کم به قرن هجدهم میلادی بر می‌گردد. اما داریوش طلایی معتقد است که نظم و ترتیب یافتن ملودیهای ایرانی به صورت ردیف، تنها از قرن سیزدهم هجری خورشیدی (معادل قرن نوزدهم میلادی) شروع شده است. به هر روی بین نظریه‌پردازان اتفاق نظر وجود دارد که هدف از ایجاد ردیف‌ها، آموزش آسان‌تر دستگاه‌ها، آوازها و گوشه‌های موسیقی ایرانی بوده است و روش تعلیم هم چنین بوده که شاگردان باید تمام ملودی‌ها را حفظ می‌کرده‌اند. این در حالی است که هرمز فرهت حدس می‌زند که این تحول، ناشی از افتی است که در مهارت موسیقی‌دانان دورهٔ صفویه رخ داد چنان‌که قادر به آهنگ‌سازی و نوآفرینی در یک مقام یا گام ثابت نبودند، و در نتیجه به ترکیب گوشه‌هایی از مقام‌های مختلف رو آوردند که در نتیجهٔ آن، آموزش جداگانهٔ این گوشه‌ها و طبقه‌بندی‌شان در یک دستگاه که گام مشترکی ندارد را اجتناب‌ناپذیر کرد.
از دید والتر فلدمن، محقق برجستهٔ موسیقی عثمانی، زمانی که موسیقی ترکیه مشغول تمرکز بر اصول موسیقی (از طریق گسترش مقام‌ها) بود، موسیقی ایرانی به سمت قالبی شدن رفت (به معنای تمرکز روی قالب موسیقایی) و سهم موسیقی آوازی از سازی در ایران بیشتر شد و همچنین مقام‌های موسیقی (و متعاقب آن، دستگاه‌ها) به قطعات کوچکتری تقسیم شدند به شکلی که می‌شد هر کدام را جداگانه تعلیم داد (شکل‌گیری ردیف موسیقی ایرانی). در مقابل برخی دیگر از محققان شکل‌گیری ردیف در ایران را با نفوذ فرهنگ غرب که در دورهٔ قاجاریه شدت گرفته بود مرتبط می‌دانند. به عقیدهٔ برونو نتل، شکل‌گیری ردیف موسیقی ایرانی در قرن بیستم با جنبش‌های ملی‌گرایانهٔ ایران در آن دوره رابطه دارد و یک نمونه از تلاش ایرانیان برای اعلام استقلال موسیقی ایرانی از موسیقی ترکی و عربی (که ریشهٔ مشترکی دارند) است. داریوش طلایی نیز معتقد است هدف اصلی بنیانگذاران ردیف، تدوین مجموعه‌ای مرتبط و منظم از ملودی‌های سنتی بود؛ آن‌ها لزوماً به دنبال نظم دادن به سیستم مُدال نبودند و بنابراین رابطهٔ ردیف‌ها با مدها مشخص نشده است و نظام آموزشی ردیف دربرگیرندهٔ هیچ تئوری روشنگری نیست.
اگر چه تحول مقام به دستگاه تدریجاً از اواسط صفویه تا اواخر قاجاریه رخ داده، اما واژهٔ ردیف تنها در اواخر قاجاریه به کار گرفته شده و در نسخ خطی قدیمی‌تر دیده نمی‌شود. برای نمونه کتاب بحورالالحان، که در دورهٔ قاجاریه نوشته شده و از اولین آثاری است که به موسیقی دستگاهی پرداخته، به شکل دقیق از هفت دستگاه و گوشه‌های مربوط نام می‌برد، اما از لفظ ردیف استفاده نمی‌کند.

### شکل‌گیری ردیف

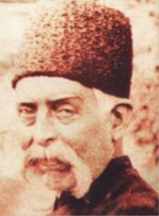
میرزاعبدالله فراهانی

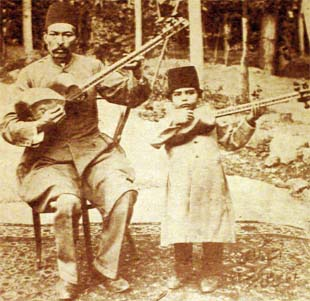
آقاحسینقلی فراهانی به همراه فرزندش

شکل‌گیری ردیف عموماً به علی‌اکبر فراهانی نسبت داده می‌شود. فراهانی نوازنده‌ای چیره‌دست در دربار ناصرالدین شاه قاجار بود که به کمک موقعیت ویژه‌ای که داشت و به دلیل علاقه‌ای که در حفظ موسیقی ایرانی (علی‌رغم افول فرهنگی دوران خودش) داشت، دست به طبقه‌بندی موسیقی ایرانی زد. ردیف فراهانی امروز به جای نمانده اما آثار آن را در تمام ردیف‌های بعدی (که به خصوص از طریق فرزندانش میرزاعبدالله و آقاحسینقلی منتقل شدند) می‌توان یافت. میرزاعبدالله و آقاحسینقلی خود نیز جزو نوازندگان سرشناس تار در دورهٔ قاجاریه بودند که تمام عمرشان را به تدوین و تدریس ردیف‌هایشان گذراندند. از این میان ردیف میرزاعبدالله مهم‌ترین ردیف دانسته می‌شود، چرا که میرزاعبدالله با تعلیم آن به شاگردان زیادی که داشت توانست میراث هنری دوران قبل از قاجار را تا به امروز زنده نگاه دارد. برخی منابع، غیر از این دو برادر، از محمدصادق‌خان نیز (از موسیقی‌دانان دربار ناصرالدین شاه) به عنوان یکی از اولین شخصیت‌های ردیف‌نواز نام برده‌اند و نیز ساخت اولین تصنیفهای مبتنی بر ردیف را به زنان دربار از جمله سلطان خانم (موسیقی‌دان دربار) و تاج السلطنه (شاهزاده) نسبت داده‌اند.

### نشر
نشر ردیف موسیقی به خارج از دربار به درویش‌خان نسبت داده می‌شود. او در دربار قاجار نزد شاهزاده ملک منصور میرزا شعاع‌السلطنه بود و پس از آن که بابت اجرای موسیقی در حضور افرادِ خارج از دربارِ شعاع‌السلطنه تهدید به قطع دستانش شد، از دربار این شاهزاده فرار کرد و در سفارت انگلستان پناه گرفت و نهایتاً با وساطت این سفارت از دربار قاجار رهایی یافت. وی نزد مردمان تهران به نواختن موسیقی می‌پرداخت و از این راه کسب درآمد می‌کرد. اوایل سدهٔ نوزده میلادی، نظام ارباب رعیتی به تدریج از موسیقی ایرانی رخت بر بست و فعالیت موسیقی‌دانان ایرانی در سطح جامعه، بدون وابستگی مالی به دربار، فزونی یافت. در این دوره علی‌خان ظهیرالدوله انجمن اخوت را تشکیل داد و بسیاری از موسیقی‌دانان سرشناس آن دوره عضو این انجمن شدند و در مراسم‌های این انجمن می‌نواختند. در مقابل، این انجمن که ریشه در گردهمایی‌های صوفیان داشت (که از زمان صفی‌علیشاه مرسوم بودند) هر پنجشنبه مراسمی داشت که شاهزاده و مقامات دربار نیز در آن حضور می‌یافتند. نتیجه آن که موسیقی‌دانان این دوره، در کنار کسانی می‌نشستند که سابق بر این اربابانشان محسوب می‌شدند. انجمن اخوت از این فرصت برابری بین دربار و مردم عادی استفاده کرد و اقدام به برنامه‌ریزی و برگزاری کنسرت مشهوری کرد که به عنوان اولین کنسرت عمومی موسیقی ردیف شناخته می‌شود. این کنسرت در یکی از پارک‌های شمال تهران و به مناسب سالگرد تولد علی بن ابی‌طالب برگزار شد؛ قیمت بلیت آن برای کسانی که توان پرداختش را داشتند سی تومان و برای بقیه رایگان بود. کنسرت‌های بعدی انجمن اخوت جنبه‌های خیریه داشتند و برای اهداف و مناسبت‌هایی نظیر حمایت از مجروحان آتش‌سوزی بازار تهران، جمع‌آوری سرمایه برای ترمیم آرامگاه فردوسی و افتتاح ساختمان جدید شهرداری رشت برگزار شدند.
ردیف‌های موسیقی در بدو ایجاد، درست مانند دوران پیش از ردیف، به صورت سینه به سینه منتقل می‌شدند. برخی استادان ردیف، بهترین شاگردان خود را «خلیفه» خود می‌کردند یعنی مسئول می‌کردند که بر روند فراگیری دیگر شاگردان نظارت داشته باشند؛ برای مثال مرتضی نی‌داوود خلیفهٔ درویش‌خان بود و دیگر شاگردانِ درویش‌خان پس از آنکه از او درس می‌گرفتند به اتاق مجاور می‌رفتند تا نزد نی‌داوود درس را مرور کنند. بیشتر استادان صاحب ردیف، خودشان موسیقی را نزد چند تن از استادان صاحب ردیف پیش از خود آموخته‌اند؛ برای مثال نورعلی برومند نزد درویش‌خان و موسی معروفی و اسماعیل قهرمانی ردیف را فرا گرفته بود. نتیجهٔ این روال آن بود که این شاگردان، معمولاً با ترکیب ردیف‌هایی که از استادان مختلف آموخته‌بودند، ردیف‌های جدید مربوط به خود را ایجاد می‌کردند و به نسل بعد می‌آموختند. ترکیب این آموزش سینه به سینه و تحولات ناشی از ترکیب ردیف‌ها، باعث می‌شد که ردیف موسیقی ایرانی مفهوم ثابتی نباشد. این روند با شروع ضبط ردیف‌ها به صورت مکتوب یا قابل شنیدن، تا حدی تغییر کرد. از دههٔ ۱۳۵۰ خورشیدی، ردیف استادانی همچون علی‌اکبرخان شهنازی، نورعلی برومند، سعید هرمزی، یوسف فروتن، عبدالله دوامی، و محمود کریمی بر روی نوار کاست ضبط شده و تا به امروز باقی مانده است. نگارش ردیف، اولین بار توسط علینقی وزیری در اواخر دههٔ ۱۲۹۰ خورشیدی آغاز شد. وزیری ردیف چهار دستگاه را که از آقاحسینقلی و پسرش علی‌اکبر شهنازی یادگرفته بود به رشتهٔ تحریر درآورد. همچنین وزیری اولین کسی بود که به تدوین تئوری موسیقی ایرانی پرداخت.
اگر چه رشد موسیقی سنتی ایرانی در دورهٔ معاصر، عمدتاً در ایران صورت گرفته اما محدود به ایران نبوده است. در دههٔ ۱۹۶۰ میلادی، بیشتر سازندگان ساز در ایران ارمنی و بسیاری از نوازندگان و خوانندگان یهودی بودند. در فاصلهٔ ۱۹۴۸ تا ۱۹۷۰ با مهاجرت حدود ۷۰٬۰۰۰ یهودی از ایران به اسرائیل، و پس از آن از نیمه‌های ۱۹۷۰ که عدهٔ دیگری از یهودیان باقی‌مانده از ایران به اسرائیل، آمریکای شمالی و اروپا مهاجرت کردند، ردیف موسیقی ایرانی نیز به همراه‌شان به خارج از ایران برده شد. با این حال، بیشتر شنوندگان موسیقی سنتی در ایران، مسلمانان بودند و جامعهٔ یهودی ایران بیشتر به موسیقی غربی گرایش داشتند، از همین رو برخی از خوانندگان شاخص یهودی، نظیر یونس دردشتی، از آنجا که در اسرائیل شغل موفق و پایگاه گستردهٔ هنری برای خود پیدا نکردند، نهایتاً به ایران سفر می‌کردند تا در آنجا به تولید موسیقی یا ارائهٔ کنسرت بپردازند.
در ایالات متحده، تا پیش از دههٔ ۱۹۷۰ شناخت موسیقی ایرانی محدود به افراد آکادمیک می‌شد و عرصهٔ موسیقی ایرانی در آمریکا محدود بود به دانشگاه‌هایی که رشتهٔ موسیقی‌شناسی قومی می‌آموختند و جامعهٔ بسیار کوچک ایرانیان آمریکا در آن دوره؛ اما از اواسط دههٔ ۱۹۷۰ که موج مهاجرت ایرانیان به آمریکا شدت گرفت، چند صد هزار ایرانی در شهرهایی مثل لس‌آنجلس، سان‌فرانسیسکو، هیوستون و نیویورک سکنی گزیدند و برخی از ایرانیان نیز که از طبقات متوسط و بالای جامعه بودند، در شهرهای آکادمیک دیگری نظیر شیکاگو و ایندیاناپولیس مستقر شدند. هرمز فرهت مدعی است که در این دوران زندگی به عنوان یک موسیقی‌دان در ایران دشوار بود. در مقابل، آن دسته از ایرانیانی که پیش از مهاجرت به آمریکا توجه اندکی به موسیقی سنتی داشتند، پس از مهاجرت از این موسیقی حمایت کرده و به اجرای موسیقی سنتی در گردهمایی‌هایی ایرانی آمریکایی، فروش نوار کاست و سی‌دی موسیقی سنتی ایرانی، و حتی تألیف و انتشار کتاب در مورد موسیقی ایرانی پرداختند.

### تحولات
محتوای ردیف، در طول زمان، تغییراتی داشته است. برای مثال، برونو نتل با بررسی دو نسخه از ردیف آوازی محمود کریمی، شامل نسخه‌ای که توسط یکی از شاگردان کریمی در دههٔ ۱۹۶۰ به‌طور مستقل ضبط و مستندسازی شده بود و نسخه‌ای که خود نتل در سال‌های پایانی دههٔ ۱۹۷۰ به‌طور مستقل و به همراه کریمی ضبط کرد، میزان پایداری ردیف در طول تاریخ را ارزیابی کرد و نتیجه گرفت که تغییر محتوای موسیقایی در ردیف‌ها اندک است اما تغییر در نامگذاری گوشه‌ها چندان نادر نیست. مشابه این وضع برای ردیف نورعلی برومند هم وجود داشت و نتل با مقایسهٔ نسخه‌هایی که در سال‌های مختلف ضبط شده بودند نتیجه گرفت که میزان تفاوت محتوا در ردیف برومند بیشتر بوده تا در ردیف کریمی.
همچنین ردیف‌هایی که در مناطق مختلف ایران تکوین یافته‌اند نیز با هم تفاوت دارند. حجاریان از دست کم چهار ردیف عمده نام می‌برد که شامل ردیف اصفهان، ردیف شیراز، ردیف قزوین و ردیف تهران هستند (تمامی این شهرها در دوره‌ای پایتخت ایران بوده‌اند) و اشاره می‌کند که هر کدام از این مکاتب، استادان خاص خود را دارند (مثلاً وی از حسن کسائی به عنوان نمایندهٔ مکتب اصفهان یاد می‌کند). وی همچنین با مقایسهٔ ردیف میرزاعبدالله، کسائی و کریمی نشان می‌دهد که تعداد و نام گوشه‌های آواز ابوعطا در این سه ردیف متفاوت است (به ترتیب، ۷ گوشه شامل یک درآمد، ۲۱ گوشه شامل شش درآمد، و ۹ گوشه شامل یک درآمد) اگر چه پس از حذف موارد تکراری، مشابه یا غیر اصلی، گوشه‌های اصلی در هر سهٔ این ردیف‌ها یکسان هستند: درآمد، گبری و حجاز.

### ثبت نزد یونسکو
در اکتبر ۲۰۰۹، ردیف موسیقی سنتی ایرانی به عنوان میراث فرهنگی ناملموس نزد یونسکو به ثبت رسید. سید محمد موسوی، مدیر مسوول مؤسسه فرهنگی-هنری ماهور پس از ثبت ردیف نزد یونسکو، از این که وزارت فرهنگ و ارشاد اسلامی (به عنوان متولی اصلی موسیقی در ایران) در این امر هیچ نقشی نداشت ابراز تأسف کرد. به گفتهٔ او، ایدهٔ ثبت جهانی ردیف نزد یونسکو اولین بار توسط هومان اسعدی مطرح شد و در نهایت نیز خود او اجرایش را مدیریت کرد. اسعدی ابتدا این ایده را به خانه موسیقی ایران پیشنهاد کرد اما از آنجا که برای ثبت نزد یونسکو لازم بود که یک فیلم کوتاه و یک فیلم بلند مستند راجع به ردیف ساخته شود و خانهٔ موسیقی بودجهٔ لازم برای این کار را نداشت، این پیشنهاد پیگیری نشد. در نهایت، سازمان میراث فرهنگی بودجه را تقبل کرد و اسعدی هم بر ساخت فیلم نظارت کرد و هم گزارش‌های علمی لازم را برای یونسکو تهیه کرد. موسوی این که ثبت ردیف نزد یونسکو سال‌ها پس از ثبت «شش مقام» تاجیکی و «موقام» آذربایجانی رخ داد را «دردناک» توصیف کرد.

## گستردگی
ردیف میرزاعبدالله شامل ۲۵۰ گوشه است که در هفت دستگاه و پنج آواز تنظیم شده‌اند. این نظم و ترتیب در ردیف‌های بعدی نیز کمابیش یکسان است و تفاوت ردیف‌ها در تعداد گوشه‌ها و نامگذاری آن‌هاست. ردیف‌های سازی (مانند ردیف میرزاعبدالله که برای تار و سه‌تار تدوین شده است) گستردگی بیشتری از ردیف‌های آوازی دارند زیرا گوشه‌های مخصوص ساز (نظیر چهار مضرابها، رِنگها و گوشه‌هایی همچون بسته‌نگار، مجلس‌افروز و غیره) را نیز شامل می‌شوند. گسترده‌ترین ردیف آوازی به جای مانده، ردیفی از محمود کریمی است که ۱۴۵ گوشه در آن وجود دارد. به عنوان مثالی دیگر، ردیف آقاحسینقلی از ردیف میرزاعبدالله کوتاه‌تر و پرکارتر است، احتمالاً به‌این دلیل که میرزاعبدالله بیشتر به تعلیم می‌پرداخته و آقاحسینقلی بیشتر به نوازندگی. با این حال، برخی گوشه‌ها هم فقط در ردیف‌های آوازی دیده می‌شوند؛ برای مثال گوشهٔ درآمد خارا فقط در ردیف آوازی دستگاه شور دیده می‌شود، چرا که این گوشه در فواصل پایین‌تر از نت پایه دستگاه شور قرار دارد که در سازهایی نظیر تار و سه‌تار عملاً غیرقابل دستیابی هستند اما در آواز چنین محدودیتی برایشان وجود ندارد.
داریوش صفوت نیز به اختلاف بین تعداد گوشه‌ها اشاره کرده و گفته که در کتاب شرح ردیف موسیقی ایران از مهدی برکشلی، تعداد گوشه‌ها ۲۲۸ ذکر شده اما در همان کتاب طبق فهرستی از موسی معروفی، تعداد کل گوشه‌ها ۴۷۱ عدد ذکر شده است. او قسمتی از این تفاوت را ناشی از گوشه‌های تکراری دانسته (مثلاً ذکر کرده که گوشهٔ بیداد از دستگاه همایون چند بار ذکر شده) اما تعداد گوشه‌ها را بعد از حذف موارد تکراری کماکان ۴۵۲ عدد برشمرده است. همچنین وی تعداد گوشه‌های ذکر شده در بحورالالحان را ۲۸۰، و تعداد گوشه‌های ردیف مهدی صلحی را بر اساس نسخه‌ای خطی که مهدیقلی هدایت تهیه کرده، ۳۹۲ گوشه ذکر کرده است. محسن حجاریان نیز از ردیف معروفی که توسط برکشلی جمع‌آوری شده به عنوان «بزرگ‌ترین» ردیف موسیقی ایرانی با بیش از ۴۰۰ گوشه یاد می‌کند اما اشاره می‌کند که این ردیف مورد تأیید بیشتر موسیقی‌دانان ایرانی نیست و تعداد و ترتیب گوشه‌های آن مورد نقد است.
ردیف‌های موسیقی ایرانی در طول زمان ثابت نمانده‌اند بلکه گسترش یافته‌اند. به عنوان نمونه ابوالحسن صبا که خود شاگرد میرزاعبدالله بود، در ردیف موسیقی که خودش تدوین کرد گوشه‌هایی مانند «دیلمان» و «امیری» را بر اساس موسیقی نواحی شمال ایران اضافه کرد و یک مثنوی از آوازهای دراویش را نیز با نام «صدری» به ردیف افزود. همچنین محمود کریمی، گوشهٔ «بیات شیراز» را تحت تأثیر موسیقی آذربایجانی به آواز بیات اصفهان اضافه کرد، حسن کسایی استاد ردیف نی، گوشهٔ «هداوندی» را به ردیف نی افزود و به زادگاه خود (اصفهان) منسوب کرد، و عبدالله دوامی استاد ردیف آواز یک روایت آوازی از دستگاه راست‌پنج‌گاه به ردیف خویش افزود. همچنین استادان مختلف موسیقی ردیف‌های اصلی را که برای سازهای زخمه‌ای نوشته شده بودند، برای سازهای دیگر نظیر ویولن، کمانچه، سنتور و نی و نیز برای آواز بازنویسی کردند.

## تحلیل ردیف
تحلیل ردیف موضوع کتاب‌ها و مقاله‌های مختلفی بوده است (ر.ک. § منبع‌شناسی). برونو نتل، ردیف موسیقی ایرانی را به هنر مینیاتور ایران تشبیه می‌کند که از دور شاید کم‌اهمیت به نظر برسد اما با بررسی دقیق و از نزدیک، جزئیات ارزشمند آن را می‌توان شناخت. نتل در تحلیل ردیف توضیح می‌دهد که اگر چه ردیف در نگاه اول ممکن است به صورت مجموعه‌ای از گوشه‌هایی با اهمیت برابر به نظر برسد، اما در عمل گوشه‌ها اهمیت متفاوتی دارند؛ مثلاً برخی طول بیشتری دارند و برخی زمینهٔ پرده‌گردانی به دستگاهی دیگر را فراهم می‌کنند. به عقیدهٔ نتل، تعریف گوشه‌ها نباید فقط محدود به ساختار ملودیک آن‌ها باشد بلکه باید عملکرد آن‌ها در دستگاه یا دستگاه‌هایی که به آن تعلق دارند را هم در بر بگیرد.

### ترتیب گوشه‌ها
| دستگاه/آواز | اوج           |
| ----------- | ------------- |
| شور         | شهناز         |
| سه‌گاه       | مخالف سه‌گاه   |
| چهارگاه     | مخالف چهارگاه |
| راست‌پنج‌گاه  | عشاق          |
| همایون      | بیداد         |
| نوا         | عشاق          |
| ماهور       | شکسته         |
| ابوعطا      | حجاز          |
| افشاری      | عراق          |
| دشتی        | عشاق          |
| بیات ترک    | شکسته         |
| اصفهان      | عشاق          |

فرهت معتقد است ترتیب گوشه‌ها در ردیف بیشتر از آن که بر اساس منطق باشد، بر اساس سنت است. تقریباً در تمام ردیف‌ها برای هر یک از دستگاه‌ها یک یا چند گوشه به اسم درآمد تعریف می‌شود. این گوشه معمولاً در ابتدای اجرای دستگاه یا در انتهای اجرای گوشه‌های دیگر نواخته می‌شود و نقش آن تأکید بر فضای تونالِ حول و حوش نت پایه دستگاه است. تنها استثنای مهم این قاعده، در آواز دشتی است (که توسط برخی، یک دستگاه دانسته می‌شود) چرا که این آواز درآمد ندارد و معمولاً با گوشه‌ای به نام «حاجیانی» آغاز می‌شود. درآمد نقش برجسته‌ای در شناخت دستگاه دارد چرا که مُدِ مَبنا را معرفی می‌کند (یعنی مدی که در سراسر اجرای دستگاه به آن از طریق انگاره‌های ملودیکی به نام فرود برگشت داده می‌شود).
بقیهٔ گوشه‌های یک دستگاه معمولاً با یک ترتیب مشخص در ردیف معرفی می‌شوند و این ترتیب بین ردیف‌های مختلف کمابیش یکسان است. معمولاً ترتیب گوشه‌ها در ردیف به شکل بالارونده (از گوشه‌های بمتر به گوشه‌های زیرتر) است. برای مثال، در بیشتر ردیف‌ها، گوشه‌های دستگاه چهارگاه به این ترتیب معرفی می‌شوند: درآمد (متکی بر نت پایهٔ دستگاه)، زابل (متکی بر درجهٔ سوم)، حصار (درجهٔ پنجم)، مخالف (درجهٔ ششم)، مویه (درجهٔ چهارم)، مغلوب (درجهٔ هشتم، به خصوص بازهٔ درجات پنجم تا هشتم)، و منصوری (درجهٔ هشتم، به خصوص بازهٔ درجات هفتم تا دهم). به مجموعهٔ این گوشه‌ها، که در درجات بالاتری از درآمدها اجرا می‌شوند، «اوج» گفته می‌شود. گوشه‌های اوج معمولاً مهم‌ترین گوشه‌های دستگاه تلقی می‌شوند؛ مثلاً در دستگاه شور، گوشهٔ شهناز اوج دستگاه را تشکیل می‌دهد و از مهم‌ترین گوشه‌های شور برشمرده می‌شود چرا که این گوشه با بیشترین تکاپو و پرحرارت اجرا می‌شود. در آوازها هم همین وضع جاری است، چنان‌که در آواز ابوعطا هم درآمد گوشه‌ای آرامتر است و حجاز (که اوج ابوعطا را تشکیل می‌دهد) پرشور و پر انرژی است. برخی دستگاه‌ها چند گوشه در اوج دارند، مثلاً در ردیف کریمی، برای دستگاه شور چهار گوشه در اوج ذکر شده (شهناز، قرچه، رضوی و بزرگ) و در ردیف میرزاعبدالله برای آواز ابوعطا سه گوشه در اوج ذکر گردیده (سَیَخی، حجاز و بسته‌نگار).
در انتهای ردیفِ یک دستگاه، معمولاً یک یا چند گوشه با نام فرود معرفی می‌شوند که وظیفه‌شان بازگرداندن موسیقی به درجهٔ اول دستگاه است؛ مثلاً در دستگاه چهارگاه، می‌توان از منصوری به درآمد فرود آمد. گوشه‌های فرود یک نقش دیگر هم دارند و آن بازگشت از دستگاهی دیگر به دستگاه اولیه است؛ مثلاً وقتی از دستگاه چهارگاه با استفاده از گوشه‌های حصار یا مویه به دستگاهی دیگر پرده‌گردانی شود، می‌توان دوباره با کمک گوشهٔ فرود، به چهارگاه بازگشت. برخلاف گوشه‌هایی نظیر حصار یا مویه که معمولاً نت‌هایی خارج از چارچوب اصلی دستگاه را در خود دارند (و از همین طریق امکان پرده‌گردانی را فراهم می‌کنند)، درآمد و فرود معمولاً نت‌هایشان محدود به نت‌های اصلی دستگاه است. گوشهٔ فرود را همهٔ ردیف‌ها برای همهٔ دستگاه‌ها تعریف نمی‌کنند و بسیار پیش می‌آید که فرودهای کوتاهی که در انتهای اجرای یک گوشهٔ دیگر اجرا می‌شوند را یک گوشهٔ مستقل در نظر نگیرند. فرود در واقع نمایانگر مد اصلی دستگاه است، و به همین جهت بسیار پیش می‌آید که فرود در بخش‌هایی از درآمد نیز شنیده شود. همچنین گاه پیش می‌آید که پس از هر گوشهٔ اوج یک دستگاه، یک فرود اجرا شود تا رابطه با دستگاه اصلی یادآوری گردد. از همین رو حجاریان فرود را عامل یکپارچه‌کننده‌ای برای گسترهٔ گوشه‌های یک دستگاه می‌داند.
ردیف موسیقی ایرانی معمولاً به صورت یک مجموعهٔ واحد و متحد تدریس می‌شود و استادان ردیف معمولاً روی ترتیب دستگاه‌ها و گوشه‌ها حساسیت دارند. در برخی موارد این ترتیب، با ترتیب اجرای گوشه‌ها تناسب دارد؛ مثلاً گوشه‌های حصار و مخالف در دستگاه چهارگاه معمولاً در ردیف‌ها کنار هم می‌آیند، همچنان که در اجرا نیز معمولاً نقشی مکمل دارند و یکی پس از دیگری اجرا می‌شوند. همچنین برخی گوشه‌های ریتمیک (مثلاً «پیش زنگوله» در دستگاه سه‌گاه و چهارگاه) غالباً پیش از گوشه‌های مرتبطی که کمتر ریتمیک هستند اجرا می‌شوند (در این مثال، «زنگوله») و در ردیف هم کنار هم آموخته می‌شوند.
برونو نتل معتقد است که آن دسته از گوشه‌ها که عموماً به صورت مستقل نواخته می‌شوند، ممکن است در مسیر تبدیل شدن به یک دستگاه مستقل باشند. او دو مثال از خودش در اینجا مطرح می‌کند (شوشتری را در حال جدا شدن از دستگاه همایون و تبدیل به یک دستگاه جدا توصیف می‌کند و همین رابطه را برای بیات ترک و دستگاه شور مطرح می‌کند) و چند مثال هم از منوچهر صادقی نقل می‌کند (گوشهٔ عشاق از آواز دشتی و بیات اصفهان، و گوشهٔ مخالف از دستگاه سه‌گاه، و گوشهٔ عراق از دستگاه ماهور). از دیدگاه تحلیل ردیف، این مسئله حائز اهمیت است چرا که به روند تحول ردیف در طول تاریخ اشاره می‌کند. با این حال، بیشتر منابع معتبر تحلیل ردیف که بعد از آثار برونو نتل نوشته شده‌اند، چنین انشعابی و شکل‌گرفتن گوشه‌های جدید را قبول ندارند. برای مثال طلایی در کتاب تحلیل ردیف از هفت دستگاه اصلی (شور، سه‌گاه، نوا، همایون، چهارگاه، ماهور و راست پنجگاه) و شش آواز (شامل بیات کرد، دشتی، بیات ترک، ابوعطا، افشاری، و بیات اصفهان) نام می‌برد. فخرالدینی هم در کتاب تجزیه و تحلیل و شرح ردیف موسیقی ایران از همان هفت دستگاه نام می‌برد و آوازهای ابوعطا، افشاری، بیات ترک و دشتی را جزو متعلقات دستگاه شور، و آواز بیات اصفهان را به عنوان یکی از مشتقات دستگاه همایون نام می‌برد (فخرالدینی بیات کرد را جزئی از آواز دشتی می‌داند).

### اشتراکات و تفاوت‌های گوشه‌ها
به جز درآمد و فرود که تقریباً در تمام دستگاه‌ها وجود دارند (اگر چه درآمد و فرود هر دستگاه با دیگری متفاوت است)، گوشه‌های دیگری نیز هستند که در چندین دستگاه نام برده می‌شوند. برای مثال گوشهٔ کرشمه در تمام دستگاه‌ها وجود دارد و گوشهٔ زنگوله نیز در شش دستگاه، و جامه‌دران در چهار دستگاه برشمرده می‌شود. هرمز فرهت برای توصیف گوشه‌های خُردی که در دستگاه‌های زیادی اجرا می‌شوند و گاهی کلاً اجرا نمی‌شوند از لفظ «تکه» استفاده می‌کند؛ اما برونو نتل می‌نویسد که بین همین تکه‌ها هم از لحاظ تعداد دستگاه‌هایی که در آن یافت می‌شوند تفاوت هست و این که برخی گوشه‌های کوتاه دیگر (نظیر گوشهٔ نهیب) که در دستگاه‌های مختلف دیده می‌شوند را فرهت تکه ننامیده است، مورد نقد قرار می‌دهد.
گوشه‌های مختلف از نظر طول (مدت زمانی که در ردیف‌نوازی به آن‌ها اختصاص داده شده) نیز با هم تفاوت دارند؛ برخی گوشه‌ها معمولاً ظرف ده تا بیست ثانیه نواخته می‌شوند اما برای برخی دیگر گاهی سه تا پنج دقیقه زمان در ردیف‌نوازی صرف می‌شود؛ مثلاً در دستگاه شور، گوشه‌های سلمک، رضوی و شهناز در تمام ردیف‌ها طولانی‌تر هستند و گوشه‌های زیرکش سلمک و گلریز کوتاه‌تر. در برخی از ردیف‌ها، گوشه‌های طولانی‌تر به چند «قسمت» تقسیم می‌شوند که هر کدام جداگانه شرح و آموزش داده می‌شوند. این قسمت‌ها معمولاً توالی مشخصی دارند و در یک اجرای موسیقی تمامشان به کار می‌روند؛ همچنین چارچوبی مشابه دارند اما تفاوتی اندک در ساختار آن‌ها، باعث تمیز دادنشان از هم می‌شود. در مقابل، گوشه‌های دیگر هم وجود دارند که به بیش از یک شکل در یک دستگاه به کار می‌روند. به این شکل‌های مختلف یک گوشه، «نوع» گفته می‌شود. گوشه‌هایی که چند نوع دارند، به نوازنده آزادی عمل بیشتری می‌دهند و زمینه را برای بداهه‌نوازی فراهم می‌کنند؛ مثلاً بیشتر دستگاه‌ها بیش از یک درآمد دارند (برای نمونه در ردیف برومند، برای دستگاه شور و چهارگاه هر کدام چهار درآمد معرفی شده است).
گوشه‌های زیادی هستند که در بیش از یک دستگاه نام برده می‌شوند؛ این شامل گوشه‌هایی است که در دستگاه‌های مختلف یکسان اجرا می‌شوند اما نام متفاوتی می‌گیرند، همچنین گوشه‌هایی که نام یکسان دارند اما اجرایشان (مثلاً از نظر ریتمیک، یا از نظر فواصل بین نت‌ها) متفاوت است، و نیز گوشه‌هایی که نامشان یکسان و اجرایشان نیز مشابه است. برای مثال، برونو نتل در تحلیل ردیف جواد معروفی، ۱۵۲ گوشه شناسایی می‌کند (این شامل درآمدها هست، اما ساختارهای کوچک‌تر از گوشه و چهارمضراب‌ها را شامل نمی‌شود)؛ از این بین، ۴۵ گوشه در بیش از یک دستگاه آمده‌اند. تعداد گوشه‌های اشتراکی در دستگاه نوا و راست پنجگاه به ترتیب ۱۲ و ۱۹ مورد است، اما باید به خاطر داشت که برخی صاحب‌نظران این دستگاه‌ها را عمدتاً مجموعه‌ای وام گرفته از دستگاه‌های دیگر می‌دانند. گوشه‌های اشتراکی در دستگاه همایون ۱۴ و در دستگاه ماهور ۱۲ عدد هستند و در خانوادهٔ دستگاه شور، این عدد کوچک‌تر است (۷ تا در شور، ۴ تا در ابوعطا، ۴ تا در افشاری، ۳ تا در بیات ترک، و هیچ در دشتی). نتل همچنین ردیف آوازی عبدالله دوامی را از همین جهت بررسی می‌کند؛ این ردیف که در کل ۹۲ گوشه دارد، شامل ۲۵ گوشه می‌شود که در بیش از یک دستگاه قرار دارند و نتل الگوی کلی اشتراکات آن‌ها را شبیه الگویی که در ردیف معروفی ذکر شد می‌یابد.
اشتراکات بین دستگاه‌هایی که در درجهٔ کمتری از اهمیت هستند (نظیر نوا و راست پنجگاه) بیشتر هستند و دستگاه شور که از دید بسیاری مهم‌ترین دستگاه در ردیف موسیقی ایرانی دانسته می‌شود، اشتراکات کمی با دستگاه‌های دیگر دارد.

### پرده‌گردانی
پرده‌گردانی یا مدولاسیون به تغییر از یک دستگاه به دستگاه دیگر گفته می‌شود. در موسیقی ایرانی، برخی از گوشه‌های هر دستگاه این قابلیت را دارند که زمینهٔ پرده‌گردانی به دستگاهی دیگر را فراهم کنند. برای مثال در دستگاه ماهور، گوشهٔ دلکش (که در آن درجهٔ ششم و هفتم کاسته است)، یا در دستگاه چهارگاه، گوشهٔ حصار (که درجهٔ چهارمش کاسته و درجهٔ پنجمش افزوده است) و نیز گوشهٔ مویه (که درجهٔ چهارمش کاسته است) چنین خاصیتی دارند. گوشه‌هایی که زمینهٔ پرده‌گردانی را فراهم می‌کنند معمولاً گوشه‌هایی طولانی هستند و نوازندگان و خوانندگان آن‌ها را گوشه‌هایی مهم می‌دانند. همچنین معمولاً این گوشه‌ها در ابتدا یا انتهای دستگاه نیستند و در بخش‌های میانی جای دارند. تعداد گوشه‌هایی که قابلیت پرده‌گردانی دارند، از دستگاهی به دستگاه دیگر تفاوت دارد؛ مثلاً در چهارگاه عملاً تنها دو گوشهٔ حصار و مویه این قابلیت را دارند، اما در ماهور، از بین ۵۸ گوشه‌ای که در ردیف جواد معروفی آمده، ۲۳ گوشه درجاتشان با درجهٔ اصلی ماهور (که شبیه گام بزرگ در موسیقی غربی است) تفاوت دارد و قابلیت پرده‌گردانی دارند، از جمله دلکش، شکسته، حاجی حسنی، طرب‌انگیز، نی‌ریز، سروش، عراق، مُحَیّر، بسته‌نگار، تمام گوشه‌های خانوادهٔ راک (نظیر راک هندی، راک کشمیر و غیره)، صوفی‌نامه و حَربی.
برونو نتل با استناد به تحقیقات دیگران نشان داده است گوشه‌هایی که قابلیت پرده‌گردانی دارند، در قرن اخیر بیشتر مورد توجه بوده‌اند، چنان‌که حتی برخی از آن‌ها به‌طور مستقل از دستگاهی که به آن وابسته بودند، اجرا می‌شوند و در حال تبدیل به یک دستگاه مستقل هستند؛ از این جمله می‌توان به بیات کرد اشاره کرد (مشتق از دستگاه شور، با افزودن درجهٔ پنجم به اندازهٔ نیم پرده). برخی محققان دیگر از جمله ژان دورینگ و هرمز فرهت هم به این روند شکل‌گیری دستگاه‌های جدید صحه گذاشته‌اند.

### ضرب‌آهنگ
بیشتر گوشه‌ها ساختار ریتمیک مشخصی ندارند، و ردیف نیز به عنوان یک مجموعه، روی ضرب‌آهنگ متمرکز نیست. با این حال برخی گوشه‌ها (نظیر رِنگ‌ها یا چهارمضراب‌ها) به خاطر ضرب‌آهنگ مشخص‌شان شناخته شده‌اند و از همین رو برخی صاحب‌نظران در این که این گوشه‌ها در ردیف موسیقی جا دارند یا نه تشکیک کرده‌اند. این گوشه‌ها معمولاً با صفت «ضربی» شناخته می‌شوند. الگوی ریتمیک ردیف‌های آوازی، مبتنی بر ضرب‌آهنگ اشعار فارسی و عربی است، اما در اجراهای غیر آوازی الگوهای ریتمیک دیگری نیز دیده می‌شود.
گوشه‌هایی که ضرب‌آهنگ مشخص‌تری دارند معمولاً نقش جزئی‌تری در ردیف دارند. برای نمونه گوشهٔ کرشمه معمولاً بعد از یک گوشهٔ غیر ریتمیک اجرا می‌شود و خصوصیات آن را وام می‌گیرد تا با ضرب‌آهنگ مخصوص خود بیامیزد. همین در مورد گوشهٔ نغمه نیز رخ می‌دهد که معمولاً مبتنی بر یک الگوی ضربان‌دار بین دو یا چند نت اجرا می‌شود. هرمز فرهت این گوشه‌ها را در چارچوب مفهوم «تکه» طبقه‌بندی می‌کند.

### ردیف سازی و ردیف آوازی
علاوه بر تفاوت در ضرب‌آهنگ، ردیف‌های سازی و آوازی از جهات دیگری نیز با هم تفاوت دارند. نبود شعر در ردیف‌های سازی، امکانات بیشتری در اختیار نوازنده قرار می‌دهد لذا برخی گوشه‌های ردیف فقط در ردیف سازی وجود دارند و در ردیف آوازی اجرا نمی‌شوند، از جمله گوشه‌های بسته‌نگار، مجلس‌افروز، خسروانی، طرب‌انگیز. همچنین چهارمضراب‌ها و رنگ‌ها فقط سازی هستند و با آواز همراه نیستند. از همین رو در دوران معاصر گاهی از ردیف‌های سازی و آوازی جداگانه صحبت شده است. با این حال کاربرد اصطلاح «ردیف» در آواز، قدمت کمتری از کاربرد آن برای موسیقیِ سازی دارد، اگرچه این امر ممکن است ناشی از آن باشد که آموزش ردیف با کمک تار و سه‌تار پیش از آموزش آن از طریق آواز شکل گرفت.

## انعکاس فرهنگ ایرانی
برونو نتل، به ردیف موسیقی ایرانی به عنوان یک مصنوع فرهنگی نگاه کرده که ساختار و اجزای آن منعکس‌کنندهٔ فرهنگ ایران در زمان شکل‌گیری ردیف (یعنی اواخر سدهٔ نوزدهم و نیمهٔ نخست سدهٔ بیستم میلادی) است. او برخی از مهم‌ترین خصوصیات فرهنگی ایرانیان را که ممکن است روی ردیف موسیقی اثر گذاشته باشد چنین برمی‌شمرد:
- نظام طبقاتی: مردم به شاه/رهبر خود اقتدا می‌کنند، استادان دانشگاه به رئیس دانشکده، و خانواده‌ها پدرسالارانه هستند
- فردگرایی: تقلید پسندیده نیست، و متفاوت بودن ارزش دانسته می‌شود
- تعارفات: در موضوعات خودمانی، اصلی‌ترین فرد یا حرف اول می‌آید، اما هر چه شرایط رسمی‌تر می‌شود، حرف‌های اصلی به انتها رانده می‌شوند و سخنگوی اصلی نیز معمولاً نفر آخر است

به عقیدهٔ نتل، این عناصر در ردیف موسیقی ایرانی نیز دیده می‌شوند. نظام طبقاتی هم در ساختار ردیف دیده می‌شود (چنان‌که دستگاه همایون همیشه پیش از وابستگانش مثل آواز بیات اصفهان مطرح می‌شود، یا این که درآمد هر دستگاه به مثابه رکن اصلی و تعریف‌کنندهٔ باقی دستگاه است) و هم در روشی که ردیف آموخته می‌شود (استادان برای ردیف‌های «اصلی» مثل ردیف میرزاعبدالله جایگاه بالاتری در سلسلهٔ طبقاتی ردیف قایل می‌شوند، اگر چه همزمان اذعان دارند که تمام اجزای ردیف قابلیت نوآوری دارد). فردگرایی در ردیف به این شکل بروز می‌کند که اگر چه از سویی گفته می‌شود ردیف یک مجموعهٔ کامل است که تمام موسیقی ایرانی را در بر می‌گیرد، اما در عین حال ظرافت و زیبایی موسیقی ایرانی در اجرای موسیقی دستگاهی به شکلی «منحصر به فرد» و نوین دانسته می‌شود (مثالی که نورعلی برومند برای نتل در توصیف موسیقی سنتی ایرانی زده، این بود که موسیقی مثل چهچه بلبل است و چهچه هر بلبلی منحصر به فرد است). همچنین، اگر چه آموزش موسیقی با تکرار ردیف‌های موجود آغاز می‌شود، اما بداهه‌نوازی جزئی مهم از استادی در موسیقی ایرانی دانسته می‌شود. در توصیف تعارفات در ردیف‌نوازی، نتل به این اشاره می‌کند که در مراسم‌های غیررسمی (مثل وقتی خود او با کس دیگری در بازار به موسیقی نواختن می‌پرداخته) او امکان اجرا به عنوان نفر اول را داشته، اما وقتی در مراسم رسمی شرکت می‌کرده، باید احترام استاد حفظ می‌شده و اول به استادان نوبت اجرا می‌داده‌اند.

## ثبت و ضبط ردیف

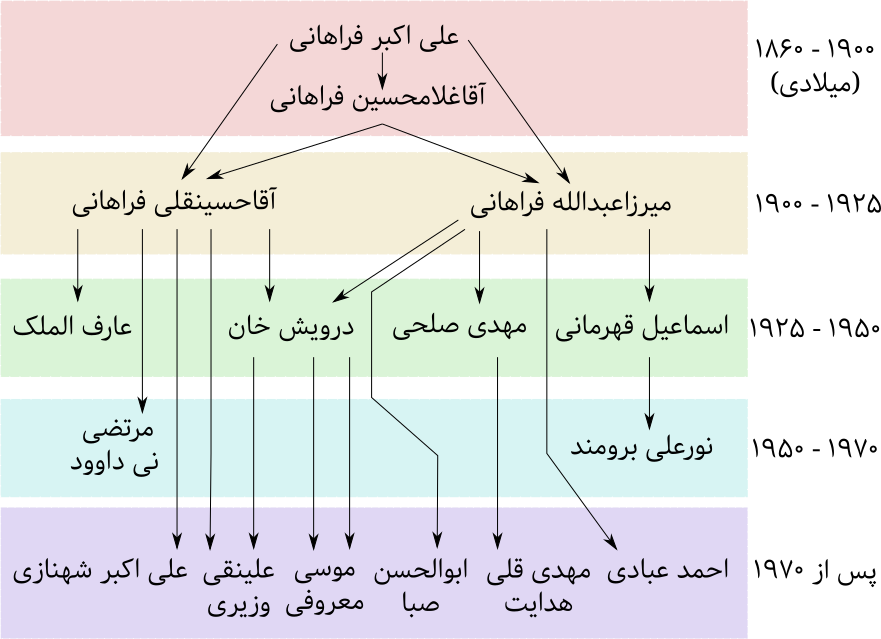
سیر انتقال ردیف موسیقی ایرانی از استادان مختلف به یکدیگر، بر اساس منابع مختلف

به گفتهٔ برونو نتل، قدیمی‌ترین ردیفی که به صورت ضبط شده موجود است توسط موسی معروفی جمع‌آوری و در سال ۱۹۶۳ میلادی منتشر شده است؛ این ردیف در پاسخ به یک فرمان حکومتی تهیه شده بود و پس از انتشار، توسط بسیاری از هنرجویان به عنوان معتبرترین ردیف شناخته می‌شد. این ردیف شامل ۴۷۰ گوشه می‌شد که برخی در دستگاه‌های مختلف تکرار شده بودند. در سال‌های دههٔ ۱۹۷۰ میلادی، دو ردیف دیگر هم توسط وزارت فرهنگ ضبط شدند که عبارت بودند از ردیف علی‌اکبر شهنازی برای تار، ردیف عبدالله دوامی برای آواز، و یک ردیف هم توسط رادیو ایران ضبط شد (ردیف مرتضی نی‌داوود برای تار). با این حال، آثار ضبط شده از استادان ردیف، پیش از این تاریخ نیز وجود دارند. برای نمونه، در سال ۱۲۸۴ خورشیدی (معادل ۱۹۰۵ میلادی)، آقاحسینقلی برای اولین بار قطعاتی را روی صفحه گرامافون ضبط کرد؛ او در دو دورهٔ دیگر هم (در ۱۹۰۷ میلادی معادل ۱۲۸۶ خورشیدی در پاریس، و در ۱۲۹۱ خورشیدی در تهران) اقدام به ضبط صفحه‌های موسیقی کرد. منابع دیگر نیز اولین ضبط آثار موسیقی روی صفحهٔ گرامافون را مربوط به سال‌های ۱۹۰۶ و ۱۹۰۷ می‌دانند که شرکت اروپایی «گرامافون و ماشین تحریر» به دعوت مظفرالدین شاه به ایران آمد تا آثار علی‌خان نایب السلطنه و برخی از موسیقی‌دانان دربار را ضبط کند. در سال‌های ۱۹۱۲ تا ۱۹۱۵ نیز صفحه‌های گرامافونی ضبط شد که از جمله شامل آوازهای اقبال السلطنه عبدالله خان دوامی بود؛ دوامی که یک موسیقی‌دان درباری نبود، به عنوان کسی که ردیف موسیقی را به آواز وارد کرد شناخته می‌شود.
تأثیر دیگر ضبط ردیف آن بود که استادان ردیف برای اولین بار قادر بودند که صدای ساز یا آواز خود را بشنوند و در راستای بهبود آن تلاش کنند. اولین مثال شاخص از این دست، حسین طاهرزاده بود که با ضبط مکرر صدای خود روی صفحهٔ گرامافون، توانست خودآموزی آواز انجام بدهد.
ثبت ردیف به صورت مکتوب نیز در اواخر سدهٔ ۱۹ و اوایل سدهٔ ۲۰ میلادی رخ داد. اولین کسانی که به این کار دست یازیدند، مهدی‌قلی هدایت (وزیر دورهٔ قاجار)، علینقی وزیری (از افسران ارتش) و آلفرد ژان باتیست لومر (معلم فرانسوی در دارالفنون) بودند. از این میان تنها بخش‌هایی از مکتوب‌سازی ردیف که لومر انجام داد باقی مانده است. همچنین غلامرضا مین‌باشیان نیز ردیف میرزاعبدالله را در حوالی سال ۱۹۱۱ مکتوب‌سازی کرد که این نسخه نیز از دست رفته است. در ۱۹۱۴، یک شاعر اهل شیراز به نام فرصت‌الدوله که مدتی برای حضور در دربار قاجار به تهران آمده بود، اولین کتاب در مورد ردیف موسیقی ایرانی را با نام بحور الالحان، در بمبئی به چاپ رساند. این کتاب اولین اثری بود که تمام ملودی‌های ردیف را فهرست می‌کرد؛ در این کتاب ردیف در هفت دستگاه مرتب شده بود و برخی از گوشه‌ها را به عنوان گوشه‌های «جدید» یا «تازه» معرفی می‌کرد به این معنا که ریشه در دوران قاجار دارند و نه در موسیقی پیش از آن. فرصت‌الدوله همچنین امکان ثبت ردیف به صورت مکتوب را مهم‌ترین تحول در آموزش موسیقی ایرانی نامید. با این حال محسن حجاریان شروع ثبت مکتوب ردیف به صورت منسجم را به دههٔ ۱۹۲۰ منتسب می‌کند. همچنین ژان دورینگ در سال ۱۳۵۵ خورشیدی ردیف مهدیقلی هدایت را به نت درآورد؛ اگر چه چاپ رسمی این نسخهٔ مکتوب ردیف تا سال ۱۳۷۰ به تعویق افتاد اما نسخه‌های فتوکپی شده از آن از سال ۱۳۵۷ مورد استفادهٔ نوازندگان بودند.

### ردیف‌های مشهور
آن دسته از موسیقی‌دان‌های دورهٔ قاجار که در اواسط قرن بیستم هنوز زنده بودند، «مکتب» های مختلفی از ردیف را آموزش می‌دادند که بر اساس ردیف افرادی همچون میرزاعبدالله، آقاحسینقلی و درویش‌خان بود. این مکتب‌ها وجود فیزیکی نداشتند، اما شاگردان هر مکتب، معمولاً از دیگری جدا بودند و لذا سبک ردیف به صورت سلسله مراتبی بین شاگردان هر مکتب تسری می‌یافت. نشانهٔ دیگری از جدایی نسبی این مکتب‌ها از یکدیگر این بود که شاگردان مکتب درویش‌خان پس از رسیدن به درجهٔ نهایی نشان «تبرزین طلایی» دریافت می‌کردند و این در سایر مکاتب وجود نداشت.
مشهورترین ردیف‌های موسیقی ایرانی، به نقل از برونو نتل، در جدول زیر آمده‌اند. برای ردیف‌هایی که توسط صاحب ردیف یا تحت نظارت مستقیم وی روی صفحه گرامافون یا نوار کاست ضبط نشده‌اند، راوی مشخص شده است (یعنی چه کسی بعداً آن را به ضبط درآورده است).
| نام ردیف              | به روایت                     | متأثر از                                                | ساز                      |
| --------------------- | ---------------------------- | ------------------------------------------------------- | ------------------------ |
| ردیف میرزاعبدالله     | مهدی‌قلی هدایت، نورعلی برومند | آقا علی‌اکبر فراهانی، آقا غلامحسین فراهانی               | سه‌تار، تار               |
| ردیف آقاحسینقلی       | علی‌اکبرخان شهنازی            | آقا علی‌اکبر فراهانی، آقا غلامحسین فراهانی               | تار                      |
| ردیف درویش‌خان         | ضبط شده                      | میرزاعبدالله، آقاحسینقلی                                | سه‌تار، تار               |
| ردیف علی‌اکبر شهنازی   | ضبط و چاپ شده                | آقاحسینقلی                                              | تار                      |
| ردیف علینقی وزیری     | چاپ شده                      | آقاحسینقلی، درویش‌خان                                    | تار                      |
| ردیف مرتضی نی‌داوود    | ضبط شده                      | آقاحسینقلی، درویش‌خان                                    | تار                      |
| ردیف موسی‌خان معروفی   | ضبط و چاپ شده                | درویش‌خان                                                | تار                      |
| ردیف ابوالحسن صبا     | ضبط شده                      | میرزاعبدالله، درویش‌خان، علینقی وزیری                    | ویولن، سنتور، تار، سه‌تار |
| ردیف عبدالله‌خان دوامی | ضبط شده                      | علی‌خان نایب‌السلطنه                                      | آواز                     |
| ردیف علی تجویدی       | ضبط و چاپ شده                | ابوالحسن صبا                                            | ویولن                    |
| ردیف فرامرز پایور     | ضبط و چاپ شده                | ابوالحسن صبا، عبدالله دوامی                             | سنتور                    |
| ردیف محمود کریمی      | ضبط و چاپ شده                | عبدالله دوامی، میرزاعبدالله (به واسطهٔ محمد ایرانی مجرد) | آواز                     |
| ردیف نورعلی برومند    | ضبط شده                      | میرزاعبدالله (به واسطه اسماعیل قهرمانی)                 | تار، سه‌تار               |
| ردیف سعید هرمزی       | ضبط شده                      | علی اکبر شهنازی                                         | سه‌تار، تار               |

در نموداری که برونو نتل به نقل از کتاب «استادان موسیقی ایرانی» از داریوش صفوت و منابع دیگر ترسیم کرده است، به جز ردیف‌هایی که در جدول آمده، نام چهار فرد دیگر هم آمده است: قمرالملوک وزیری (به عنوان صاحب ردیف آوازی، متأثر از مرتضی نی‌داوود)، پریسا (با نام اصلی فاطمه واعظی، به عنوان صاحب ردیف آوازی متأثر از محمود کریمی)، محمدرضا لطفی و محمدرضا شجریان (به عنوان افراد متأثر از نورعلی برومند، اگر چه ردیف مشخصی برایشان ذکر نشده است).
جدول فوق شامل برخی ردیف‌های جدیدتر نیست. برای مثال، نتل خود در جایی دیگر از یک ردیف خلاصه‌شده نام می‌برد که توسط کامبیز روشن‌روان منتشر شد؛ این ردیف جهت آموزش موسیقی به نوآموزان ساخته و برای کانون پرورش فکری کودکان و نوجوانان تهیه شده بود و متأثر از ردیف میرزاعبدالله، ردیف ابوالحسن صبا و ردیف موسی معروفی بود. از ردیف‌هایی جدیدتری که پس از کتاب برونو نتل منتشر شده‌اند، می‌توان به ردیف حسن کسائی برای ساز نی اشاره کرد. این ردیف اگر چه با نی اجرا شده اما بر پایهٔ ردیف‌های آوازی است. کسایی این ردیف را در سال ۱۳۸۶ به اصرار پسرش ضبط کرد. محمدرضا لطفی از این ردیف به عنوان نخستین «مجموعه آموزشی مدون‌شده برای نی‌نوازها» یاد می‌کند.

## نقد
ردیف موسیقی ایرانی نقش مهمی در فرهنگ موسیقی سنتی ایران در دورهٔ معاصر ایفا کرده است. با این حال، ردیف، مورد نقد نظریه‌پردازان مختلف نیز بوده است، به خصوص زمانی که با تقسیم‌بندی مقامی موسیقی، که همینک در موسیقی ترکی و عربی نیز رواج دارد، مورد مقایسه قرار گرفته است.
به گفتهٔ برونو نتل، اولین کسی که چنین نقدی را به ردیف وارد کرد، هرمز فرهت بود. فرهت که در آن زمان در دانشگاه کالیفرنیا، لس‌آنجلس در ایالات متحده دانشجو بود، در پایان‌نامهٔ دکترای خود در رشتهٔ موسیقی، به بررسی ردیف موسیقی ایرانی پرداخت. پایان‌نامهٔ او (که در سال ۱۹۶۶ نوشته بود) نهایتاً در سال ۱۹۹۰ توسط انتشارات دانشگاه کمبریج به صورت کتاب چاپ شد. در این کتاب فرهت ردیف موسیقی را «مجموعه‌ای محتوای سرتاسر ناجور» توصیف کرده بود که با دیدگاه پیش از آن، که دستگاه‌ها را مجموعه‌هایی مشابه هم که فقط از نظر ساختار گام با هم تفاوت دارند می‌دانست، در تضاد بود. در همین زمان، محمدتقی مسعودیه نیز نقدی مشابه را به ردیف آواز وارد کرد. او که در دانشگاه کلن آلمان در رشتهٔ موسیقی‌شناسی و موسیقی‌شناسی قومی تحصیل می‌کرد، در پایان‌نامهٔ دکترای خود که در سال ۱۹۶۶ در مورد آواز ایرانی در دستگاه شور بود، مشکلاتی عمده بین ردیف و اجرای دستگاه شور در آواز پیدا کرد.
برخلاف تقسیم‌بندی مقام‌ها که توسط نظریهٔ ادوار انجام می‌شد، برای تقسیم‌بندی دستگاهی و مفهوم ردیف، لفظ «نظریه» به کار نمی‌رود. از دیدگاه محمدرضا لطفی این به آن خاطر است که نظریه به مفهوم رسیدن به فرمولی است که اگر دیگران آن را تکرار کنند به نتیجهٔ مشابه برسند (مثل ادوار)، اما ردیف موسیقی ایرانی چنین خاصیتی ندارد و هنرمند قادر است قواعد آن را بشکند. محسن حجاریان هم در مطلبی با عنوان «جبر و آزادی در مفاهیم ردیف و دستگاه» که در دهمین کتاب سال شیدا منتشر شد، ردیف را مصداقی از «جبر» در موسیقی ایرانی می‌داند و می‌نویسد: «ردیف اندیشه‌ای است جبری و ساخته و پرداخته محافظه‌کاری‌های بی‌ثبات». حجاریان همچنین شکل‌گیری ردیف را در تضاد با تحولات موسیقی عربی و ترکی قرار می‌دهد و می‌گوید که زمانی که در موسیقی ترکی و عربی برای دسته‌بندی مدال موسیقی بر اساس «منطق» تلاش می‌شد، در موسیقی ایرانی تمرکز روی تقسیم‌بندی موسیقی به گوشه‌ها بر اساس «سنت» بود. اما در عین حال، او ذکر می‌کند که روش نظام‌مندتری که در موسیقی عربی و ترکی به کار گرفته شد، الزامات ریتمیک را در چارچوب آنچه در موسیقی ترکی «اصول» و در موسیقی عربی «ایقاعات» نامیده می‌شود محدود کرد اما در ردیف از آنجا که ضرب‌آهنگ بیشتر گوشه‌ها نامشخص بود از این جهت آزادی عملی بیشتری به وجود آمد.
از دیگر نقدهایی که به ردیف موسیقی ایرانی وارد شده آن است که تدوین‌کنندگان اصلی آن (نظیر میرزاعبدالله) با تئوری موسیقی آشنایی کافی نداشته‌اند و به همین خاطر برخی ظرافت‌های دستگاه‌های موسیقی ایرانی در خلال تدوین ردیف از بین رفته است. برای نمونه محمدرضا لطفی معتقد است که نت زیرپایه در دستگاه ماهور، در اصل نیم پرده بمتر از دستگاه راست‌پنج‌گاه بوده، و یک وجه تفاوت ماهور و راست‌پنج‌گاه نیز در قدیم همین بوده اما در زمانی که ردیف موسیقی ایرانی توسط میرزاعبدالله تدوین می‌شده این ظرافت‌ها از بین رفته است. همچنین کیهان کلهر معتقد است که ردیفی که توسط میرزاعبدالله و آقاحسینقلی تدوین شده، «ردیفِ فراهان» است و نمایندهٔ موسیقی یک منطقهٔ خاص ایران است و نمایانگر موسیقی تمام ایران نیست؛ از دید او تأکیدی که بر حفظ ردیف به شکل کنونی‌اش (بدون کم یا زیاد کردن هیچ گوشه‌ای) وجود دارد، در مغایرت با نفس تحول‌پذیر موسیقی است.
اگر چه برخی از موسیقی‌دانان ایران ردیف را تجلی پویایی و پیوستگی تاریخ موسیقی ایرانی می‌دانند اما منتقدان معقتدند که ردیف به‌طوری ناگهانی در میانهٔ سدهٔ نوزدهم ظهور کرده و بیشتر منعکس‌کنندهٔ بدعتی است که موسیقی‌دانان دربار قاجار ایجاد کرده بودند، در حالی که تاریخ موسیقی قبل از این دوره نشان می‌دهد که آهنگسازی در موسیقی ایران قدیم بمانند موسیقی عربی و ترکی مبتنی بر مقام بوده است. همچنین، این که ردیف موسیقی ساختهٔ موسیقی‌دانان دربار بوده این اشکال را ایجاد می‌کند که ردیف نمی‌تواند نمایانگر تمامی موسیقی ایران (که مسکن اقوامی مختلف با گستره‌های مختلف موسیقایی بوده است) بوده باشد. از این دیدگاه، ردیف موسیقی ایرانی، به عنوان یک روش نوین طبقه‌بندی و آموزش موسیقی ایرانی، موفقیتش را مدیون چند اتفاق است: حمایت اولیهٔ دربار قاجار، تحولات اجتماعی و اقتصادی که امکان خروج ردیف از دربار و اجرای آن نزد عموم مردم را فراهم آورد، و تحولات اقتصادی و فناوری که امکان ثبت و ضبط و نشر گستردهٔ آثار مبتنی بر ردیف را فراهم آورد.
در موسیقی ایرانی به شخصی که با ردیف آشناست و از ظرافت‌های آن آگاه است، «ردیف‌دان» یا «ردیف‌شناس» گفته می‌شود. ردیف‌های آوازی عموماً به همراه شعری که برای هر گوشه متداول بوده خوانده بشود ثبت شده‌اند و بسیاری از ردیف‌دانان سنتی، معتقد بر آن بودند که ردیف‌های مکتوب باید عیناً به همان شکل و با همان اشعار اجرا بشوند. با این حال، برخی ردیف‌دانان نظیر محمدرضا شجریان به خاطر عدم پایبندی به این چارچوب شناخته شده‌اند. شجریان در همین خصوص گفته که «اگر بگوئیم که موسیقی ایران باید در چارچوب ردیف منحصر بماند، مثل این است که بگوئیم هیچ‌کس نباید شعر بگوید چون حافظ بهترینش را گفته است!»

## منبع‌شناسی